# フルク5世
フルク5世・ダンジュー（Foulque V d'Anjou, 1089年または1092年 - 1143年11月13日）は、フランスの貴族で、アンジュー伯（在位：1109年 - 1129年）、後にエルサレム王（フルク1世、在位：1131年 - 1143年）。アンジュー伯フルク4世とベルトラード・ド・モンフォールの息子。

## 生涯

### 若年期
同名の父フルク4世と区別するために周囲がル・ジュヌ（le Jeune,若伯）と称した。
史料によると母ベルトラードは1093年の聖霊降臨祭の日に父の元を去り、フランス王フィリップ1世妃となった。この醜聞により、王と新たな王妃となった母は教会から破門されたが、アンジュー伯である父はフランス王に忠実な臣下であり続けた。
ベルトラードはおそらく、前夫との息子であるフルクをフィリップ1世のもとに一緒に連れて行ったとされ、フルクは宮廷で育ち、父と争った異母兄ジョフロワ4世が戦死した後、アンジューの父のもとに戻ったとされる。
その際、アキテーヌ公ギヨーム9世に連れられて帰郷したが、フルクは捕虜にされ、ギヨーム9世は父と国境紛争を起こし、若フルクの身柄解放と引き換えに紛争地の割譲を要求した。若年だったフルクは、約1年アキテーヌでの捕虜生活を経た後に解放された。
フルク5世は、髪は赤毛でずんくりした体型であったとされ、宮廷史家であったギヨーム・ド・ティールはフルクを『人の名前と顔を覚えるのが苦手で、側近に頼りすぎていた』と報告しており、他の年代記者からは赤毛であることと「友人を依怙贔屓する」面を非難されていたが、『フルクはダビデ王と同じ赤毛であったが、信心深く、施しを惜しまない。彼は国政を司ることになる以前から、その身体は強力で影響力のある貴公子であり、国民をうまく統治していた。経験豊かな兵士で、戦争に関しては忍耐強く、賢明な人物であった。中肉中背であった』と好意的に評価されている。

### アンジュー伯時代
1109年の父の死後、フルク5世は20歳前後でアンジュー伯位を継承した。同年にメーヌ伯エリー1世の娘で女性相続人のエランブルジュと結婚、翌1110年に義父エリー1世が死去するとメーヌ伯領を併合した。妻エランブルジュとメーヌを共同統治した。
アンジュー伯は代々ノルマンディー公と対立していたため、当初はフランス王ルイ6世と同盟し、イングランド王兼ノルマンディー公ヘンリー1世と敵対した。彼の甥（先のノルマンディー公ロベール2世の子）でノルマンディー公位を要求していたギヨーム・クリトンとも手を組み、次女シビーユとギヨームの婚約を画策、ヘンリー1世に反抗するシュルーズベリー伯爵ロバート・オブ・ベレームらノルマン貴族たちやルイ6世、外叔父にあたるモンフォール卿アモーリーとの連携でヘンリー1世を苦しめた。
しかし、ヘンリー1世が反撃して1112年にシュルーズベリー伯を逮捕し軍事的に優位に立つと和睦、翌1113年にメーヌにおいてヘンリー1世へ臣従、ウィリアム・アデリン王太子と長女マティルドを婚約（1119年結婚）させた。ルイ6世もヘンリー1世と和睦して一時平和になったが、モンフォール卿が再度ヘンリー1世に反乱を起こすと、ルイ6世共々ヘンリー1世の敵に戻り、フランドル伯ボードゥアン7世も加えてノルマンディーへ侵攻、1118年にアランソンでヘンリー1世に勝利している。
同年にボードゥアン7世が負傷して離脱するとヘンリー1世と再び和睦、1120年にウィリアム王太子がホワイトシップの遭難により事故死した後、1123年に次女シビーユとギヨーム・クリトンを結婚させ、またもやヘンリー1世に反抗する動きを見せたが、ヘンリー1世の意向を受けたローマ教皇の介入でシビーユとギヨームの結婚は無効にされた。
以後はヘンリー1世に味方し、1128年に嫡男ジョフロワをヘンリー1世の娘かつウィリアム・アデリンの実姉で王位後継者に指名されたマティルダ（モード）と婚約させた（ギヨーム・クリトンは同年戦死、一連の反乱は平定された）。1133年に生まれたジョフロワとマティルダの息子が後にイングランド王ヘンリー2世としてプランタジネット朝を創始する。

### 十字軍及びエルサレム国王時代
1120年頃にエルサレム巡礼に出かけ、十字軍に参加したフルク5世はテンプル騎士団と共に聖地の守備に当たった。それから8年後の1128年にエルサレム王ボードゥアン2世が長女メリザンドの夫を求めてフランスに使者を派遣、1120年の巡礼で十字軍国家の貴族たちと親しくなったこと、ノルマンディー・フランス双方にも一目置かれるほどの強大な領地と軍事的名声が決め手となり、ルイ6世の推薦でフルク5世に決まった。
1126年に先妻を亡くしていたフルク5世は承諾、ジョフロワの結婚を済ませ、1129年にアンジュー伯領をジョフロワに譲り、エルサレムへ旅立ち現地でメリザンドと再婚した。2年後の1131年にボードゥアン2世が亡くなった後、夫婦両王としてエルサレムを共同統治した。
当初はフルクが実権を握り、アンジュー家出身のフランス貴族を側近として登用したが、先代の側近も登用してバランスを取っていた。しかしアンジュー家出身者を重用していた事実は変わらないため、現地の他の諸侯と不仲になり、1134年に義妹でアンティオキア公ボエモン2世の未亡人アリックスが権力独占のため、エデッサ伯ジョスラン2世とトリポリ伯ポンスと結託して娘コンスタンスに権力を渡さない姿勢を示した。フルクは舅からアンティオキアの摂政と義理の姪コンスタンスの後見を受け継いでいたため、直ちにアンティオキアへ急行しポンスを捕らえ、町の住民たちの支持を取り付けてコンスタンスのアンティオキア公位を確保したが、同年にメリザンドの幼馴染でヤッファ伯ユーグ2世が反乱を起こした。反乱は貴族の支持を得られず失敗したが、背景には現地諸侯と新参者たちの対立があり、フルクが前者の支持者であるメリザンドを蔑ろにしていたことも反乱の一因だったため、以後フルクは妻を尊重して政治に参加させ、1136年頃からメリザンドの影響力が強くなった。
この他、アンティオキアを守るため諸侯と相談の上でコンスタンスの夫にレーモン・ド・ポワティエを選び、1134年以後フルクはユーグ2世の反乱に忙殺されアンティオキアに介入出来なかったが、アリックスは権力の座から降ろされた。1136年には聖ヨハネ騎士団に王国南部の要衝ベイト・ジブリンを提供して守備を任せ、ダマスカスのアタベク・ムイーヌッディーン・ウヌルと同盟し、北はザンギー、南はエジプト（ファーティマ朝）と抗争しながら領土をよく維持した。だが1137年にはホムスをザンギーに包囲されたウヌルの要請で救援に向かったが、ザンギーの返り討ちに遭い逃げ込んだバーリンを包囲され、身代金と砦を明け渡して退去する苦い敗北を喫している。それでも1140年にザンギーがダマスカスを包囲すると、ウヌルの再要請に応え援軍を率いてダマスカスに接近、ザンギーを撤退させた。この包囲戦をきっかけにウヌルとエルサレム王国は攻守同盟を結び、ウヌルはザンギーから奪取した都市バニヤースをエルサレム王国へ引き渡しエルサレムを訪問、ダマスカスとエルサレム両国の同盟はフルクやザンギーの死後も延長された。
メリザンドがベタニアに建立した修道院へ夫婦揃って寄進を行う一方でシリア正教会と騎士の領地紛争に巻き込まれたこともあり、ファーティマ朝の捕虜となり30年以上監禁されたフランク人騎士の土地を正教会の修道院が取り戻したが（元々修道院の土地だったが騎士に与えられた）、捕虜から帰還した騎士の所領返還要求を確認したため修道院を擁護していたメリザンドの怒りを買い、板挟みに遭い困り果てる一幕もあった。紛争はメリザンドの裁定で騎士に賠償金が支払われ修道院は土地を確保している。
1143年、アッコで狩猟中に落馬し亡くなった。遺体はエルサレムの聖墳墓教会へ埋葬され、幼い息子のボードゥアン3世が王位を継いだが、翌1144年にザンギーはジョスラン2世からエデッサ伯領を奪い、まだ幼君の下、安定していなかったエルサレム王国を支えるメリザンドは欧州に特使を送り、第2回十字軍を要請することになる。1146年のザンギー暗殺でエデッサはジョスラン2世が奪還したが、ザンギーの息子ヌールッディーンに再びエデッサを奪われたことで欧州に衝撃が走り、第2回十字軍の準備が進められていった。

## 子女
1109年、メーヌ伯エリー1世の娘エランブルジュと結婚した。政略結婚であったが、夫婦仲は睦まじく歳を追う毎に愛情を深めていた。
- マティルド（1111年 - 1154年） - イングランド王ヘンリー1世の長男ウィリアム・アデリンと結婚、1149年にフォントヴロー大修道院長となる[11]。
- シビーユ（1112年 - 1165年） - フランドル伯ギヨーム・クリトンと結婚（1124年離婚）、フランドル伯ティエリー・ダルザスと再婚
- ジョフロワ5世（1113年 - 1151年） - アンジュー伯、イングランド王ヘンリー2世の父
- エリー2世（? - 1151年） - メーヌ伯

1129年、エルサレム王ボードゥアン2世の娘メリザンドと再婚。2男をもうけた。
- ボードゥアン3世（1130年 - 1162年） - エルサレム王
- アモーリー1世（1136年 - 1174年） - エルサレム王